# Hendrik Blink
Hendrik Blink (De Wijk, 12 februari 1852 - Den Haag, 26 december 1931) was een Nederlandse leraar aardrijkskunde en vervolgens hoogleraar economische geografie. Hij was, samen met Roelof Schuiling en Willem Bouwmeester, een pionier in de historisch-geografische bestudering van het Nederlandse zandgebied. Hij wordt ook beschouwd als grondlegger van de Nederlandse economische geografie.

## Leven en werk
Blink werd in 1852 geboren als zoon van de smid Jan Blink en van Klaasje Hendriks Westenbrink. Zijn vader had een smederij annex boerderij in De Wijk, gelegen in het grensgebied tussen Overijssel en Drenthe. Aanvankelijk werkte hij in het bedrijf van zijn vader, maar op 21-jarige leeftijd besloot hij om de onderwijzersopleiding in Meppel te gaan volgen. Na het behalen van zijn diploma en een MO-akte aardrijkskunde werkte hij achtereenvolgens als onderwijzer en leraar aardrijkskunde te Meppel, Arnhem, Harlingen en Rotterdam.
In 1885 bekwaamde hij zich verder in de geografie in Parijs en Straatsburg. Hij werd bekend door het schrijven van geografische handboeken, waarin hij uiterst productief was. Hij besteedde daarbij veel aandacht aan het verwerven van veldkennis. In 1897 was hij privé-docent in de mathematische geografie van prinses Wilhelmina. In 1906 werd hij hoogleraar in de economische geografie aan de Hoogere Landbouwschool in Wageningen. In 1923 trad hij terug, na tevens 5 jaar onderwijs te hebben gegeven aan de Hoogere Marine Krijgsschool te Rotterdam.